# 巴基斯坦的亞美尼亞人
巴基斯坦的亞美尼亞人，是亞美尼亞人移民的一部分，他們多是20世紀初來到巴基斯坦前身英屬印度，多數生活在卡拉奇，拉合爾和現在首都伊斯蘭堡。

## 歷史
亞美尼亞人最早出現在巴基斯坦是在17世紀，一塊在1901年在俾路支斯坦洛拉莱县出土的亞美尼亞文銘文確定此事，他們後來皈依伊斯蘭教，與俾路支人完全融合。
在拉合爾有一個相當大的亞美尼亞人群體早在16世紀莫臥兒帝國時期。他們多數是一般商人和啤酒廠的所有者，在阿克巴在位時期他們用亞美尼亞基督教商人名義在拉合爾成立教會。在1711年，亞美尼亞教會在拉合爾有一個主教。但是很多亞美尼亞人，包括12個貿易商的家庭在莫臥兒駐當地總督威脅後他們逃離此城市。在17世紀和18世紀他們人數大大減少，但英屬印度時期的到來，亞美尼亞人繼續出現在這部分南亞地區。在1907年一些拉合爾的亞美尼亞人到加爾各答參觀當地的亞美尼亞教堂。

## 名人
- 德雷·佐瑟：巴基斯坦陆军中校，参与第三次印巴战争，获颁“勇气之火”勋章。